# Dynasty Cup 1998
La Dynasty Cup 1998 (1998 Dynasty Cup) fu la quarta ed ultima edizione della Dynasty Cup, competizione calcistica per nazione organizzata dalla EAFF. La competizione si svolse in Giappone dal 1° marzo al 7 marzo 1998 e vide la partecipazione di quattro squadre: Cina, Corea del Sud, Giappone, Hong Kong.

## Formula
- Qualificazioni

Nessuna fase di qualificazione. Le squadre sono qualificate direttamente alla fase finale.
- Fase finale

Girone unico - 4 squadre: giocano partite di sola andata. La prima classificata si laurea campione della Dynasty Cup.

## Squadre partecipanti
| Pr. | Squadra       | Data di qualificazione certa | Partecipante in quanto                                         | Partecipazioni precedenti al torneo | Ultima presenza |
| --- | ------------- | ---------------------------- | -------------------------------------------------------------- | ----------------------------------- | --------------- |
| 1   | Giappone      | -                            | Rappresentativa della nazione organizzatrice della fase finale | 3 (1990, 1992, 1995)                | Hong Kong 1995  |
| 2   | Cina          | -                            | Qualificata di diritto                                         | 3 (1990, 1992, 1995)                | Hong Kong 1995  |
| 3   | Corea del Sud | -                            | Qualificata di diritto                                         | 3 (1990, 1992, 1995)                | Hong Kong 1995  |
| 4   | Hong Kong     | -                            | Qualificata di diritto                                         | 1 (1995)                            | Hong Kong 1995  |

Nella sezione "partecipazioni precedenti al torneo", le date in grassetto indicano che la nazione ha vinto quella edizione del torneo, mentre le date in corsivo indicano la nazione ospitante.

## Fase finale

### Girone unico

#### Classifica
| Pos | Squadra       | P.ti | G | V | N | P | GF | GS | DR |
| --- | ------------- | ---- | - | - | - | - | -- | -- | -- |
| 1   | Giappone      | 7    | 3 | 2 | 0 | 1 | 7  | 4  | +3 |
| 2   | Cina          | 5    | 3 | 2 | 0 | 1 | 4  | 2  | +2 |
| 3   | Corea del Sud | 2    | 3 | 2 | 0 | 1 | 4  | 3  | +1 |
| 4   | Hong Kong     | 1    | 3 | 0 | 0 | 3 | 1  | 7  | -6 |

#### Risultati
| Arbitro: | Bujsaim |

|                     |           |               |
| Nakayama 18’ Jō 89’ | Marcatori | 21’ Sang-yoon |

| Arbitro: | Okada |

|           |           |  |
| Enhua 59’ | Marcatori |  |

| Arbitro: | Al-Zaid |

|                                                        |           |             |
| Nakata 22’, 36’ (rig.) Masuda 40’ Nanami 71’ Lopes 85’ | Marcatori | 34’ Tempest |

| Arbitro: | Un-prasert |

|                             |           |          |
| Sung-yong 38’ Sang-yoon 42’ | Marcatori | 15’ Bing |

| Arbitro: | Al-Zaid |

|  |           |              |
|  | Marcatori | 9’, 50’ Bing |

| Arbitro: | Okada |

|              |           |  |
| Yong-soo 90’ | Marcatori |  |